# S Геркулеса
S Геркулеса (лат. S Herculis), HD 152276 — двойная звезда в созвездии Геркулеса на расстоянии приблизительно 1 555 световых лет (около 477 парсек) от Солнца. Видимая звёздная величина звезды — от +13,8m до +6,4m.
Открыта Эдуардом Шёнфельдом в Бонне в 1856 году*.

## Характеристики
Первый компонент — красный гигант, пульсирующая переменная S-звезда, мирида (M) спектрального класса M4Se-M7,5Se, или M4Se, или M7, или Md. Масса — около 1,15 солнечной, радиус — около 51,12 солнечных, светимость — около 577,582 солнечных. Эффективная температура — около 3958 K.
Второй компонент — коричневый карлик. Масса — около 57,24 юпитерианских. Удалён в среднем на 1,567 а.е..